# الفرحانية الشرقية
الموقع 
الفرحانية الشرقية قرية متوسطة الحجم تقع في المنطقة الشمالية من محافظة حمص على الخط السريع حمص حماة وتبعد عن مركز مدينة حمص 12 كم سميت بهذا الاسم نسبة إلى مالك أراضيها سابقا فرحان شمسي باشا 
جل سكانها من عائلة آل دلة 
تشتهر القرية بالزراعة الموسمية وتمتلك الكثير من أشجار الزيتون والأشجار المثمرة وهي تتربع على بساط سهلي أخضر ذو تربة خصبة جدًا و تعطي للمنطقة من خيرات الله من الخضار و الفواكه 
درجة التعليم بالنسبة للسكان جيدة، والاهتمام الأكبر لدى سكانها بالزراعة 
تتبع القرية لناحية تلبيسة التابعة لمحافظة حمص 
يوجد فيها مدارس لجميع المراحل
‌